# یواس‌اس کالیپسو (ای‌جی-۳۵)
یواس‌اس کالیپسو (ای‌جی-۳۵) (به انگلیسی: USS Calypso (AG-35)) یک کشتی است که طول آن 165' می‌باشد. این کشتی در سال ۱۹۳۲ ساخته شد.